# Фойель
Фойель (1825—1896) — один из последних вождей мапуче-теуэльче, сопротивлявшихся вторжению аргентинской армии в провинции Неукен, Рио-Негро и Чубут, известному как Завоевание пустыни. Он жил в Неукене, преследовался до Чубута и сдался в городе Хунин-де-лос-Андес в 1884 году.

## Биография
Родился в 1825 году. Его этническое происхождение неизвестно, возможно, он происходит от пуэльче и арауканов Чили. Сын вождя Пайякана, он сумел собрать под своим командованием значительное количество коренных жителей, перемещаясь между озером Науэль-Уапи и долиной реки Алумине. Он признал главеноство верховного вожждя Сайуэке, лидера лос Мансанерос, но затем начал отдаляться от него, и в своих периодических перемещениях он проник гораздо дальше на юг, обосновавшись на реке Чубут. В его племени было несколько белых беженцев из Чили, один из которых выполнял функции переводчика или лингвиста.
В какой-то момент в 1870-х годах он подписал договор с комендантом Кармен-де-Патагонес, по которому последний был обязан периодически поставлять ему коров, кобыл, табак, мате и т. д. Тот факт, что он подписал соглашение почти в тот же день, что и его начальник Сайуэке, по-видимому, свидетельствует об определенной независимости от него.
Фойель оставался в основном в районе Неукена до тех пор, пока в 1881 году не начались военные кампании в этом регионе, в основном под командованием полковника Конрада Вильегаса. Вожди Фойель, Инакаяль, Шагалло и другие попросили защиты у полковника Либорио Берналя, коменданта Патагонесом, но Конрад Вильегас продолжил свое наступление. Они отступили к реке Текка в Чубуте и оказали некоторое сопротивление военным. В то время, весьма обеспокоенные прибытием чужаков, некоторые валлийские исследователи появились в поисках новых земель. Люди Инакаяла, а возможно, и Фойеля, преследовали их до средней долины Чубута и убили троих участников экспедиции в месте, которое с тех пор называют Долиной Мучеников.
Верховный вождь Сайуэке настоял на сопротивлении и поселился со своими последователями в ручье Генуя, но люди вождей под его командованием были очень голодны, и военные продолжали прибывать. Полковник Лино Орис де Роа добрался до Фойеля и Инакаяля на ручье Апелег, притоке реки Сенгерр, где произошла битва при Апелеге или Апуле, последнее столкновение той войны, в которой туземцы оставили сто восемьдесят убитых. Еще оставалось время для проведения окончательного парламента между вождями, которые все еще сопротивлялись в Чубуте. Среди них были Сайуэке, Фойель, Чикичано, Инакаяль и Шагальо, которые никогда не совершали набегов на белое население, а также Уичаумилья и Пичи Куррууинка, которые участвовали в некоторых набегах. Вожди приняли решение сопротивляться до конца.
Но сопротивления не было: превосходство и большое количество солдат, продолжавших продвигаться на юг, убедили их сдаться, и 3 октября 1884 года Фойель, Инакаяль и Чикичано сдались в Хунин-де-лос-Андес с шестьюдесятью шестью индейцами-копейщиками. Военный командир, принявший капитуляцию, отправил Чикичано в Чубут с военным эскортом, чтобы тот доставил его семьи, взяв при этом в заложники Фойеля и Инакаяла. В то время, когда семьи собирались сдаться, начальник военного эскорта заметил «скрытые угрозы» со стороны женщин и детей, поэтому он приказал открыть огонь. Тридцать шесть человек были убиты за то, что они сделали «плохое лицо», сдавшись тем, кто собирался обращаться с ними почти как с рабами. Они вернулись с восемью копейщиками и чуть более чем сотней женщин, детей и стариков.
Фойель и Инакаяль были доставлены в музей Ла-Платы, где их сфотографировали и проанализировали как объекты антропологических исследований; Фойель настаивал на том, что они никогда не нападали на белое население, как и на многих коренных жителей региона Пампас. Около 1890 года, после смерти Инакаяля в музее, Фойель и его семья были освобождены. Они вернулись в Текку, где в 1896 году его навестил Перито Морено. Там ему сообщили, что он должен покинуть это место, поскольку его купил инвестор из Буэнос-Айреса. Это было последнее, что слышали о вожде Фойеле.
Река Фойель, приток реки Мансо, и город Эль-Фойель, расположенный на национальном шоссе 40 между Сан-Карлос-де-Барилоче и Эль-Больсоном, названы в честь этого индейского вождя.